# Suzanne Juyol
Suzanne Juyol (* 1. Januar 1920 in Paris; † 20. Juli 1994 ebenda) war eine französische Opernsängerin (Sopran).

## Leben
Juyol studierte Gesang am Conservatoire de Paris. 1942 debütierte sie an der Pariser Oper als Margared in Édouard Lalos Oper Le roi d’Ys an der Seite von Solange Renaux, Mario Altery und José Beckmans unter der Leitung des Dirigenten François Ruhlmann. Ihren Durchbruch hatte sie 1943, als sie an der Pariser Oper Germaine Lubin in der Titelrolle von Gabriel Faurés Pénélope vertrat und bei einem Gastspiel an der Oper von Monte Carlo erstmals als Carmen in Bizets Oper auftrat.
1946 debütierte Juyol als Charlotte in Jules Massenets Werther. Hier trat sie auch als Carmen, als Tosca in Giacomo Puccinis gleichnamiger Oper und Santuzza in der Cavalleria rusticana von Pietro Mascagni auf.
Später wandte sie sich verstärkt dem Wagner-Fach zu. 1948 sang sie in der Pariser Oper die Isolde in Wagners Tristan und Isolde, an der Deutschen Oper in Berlin trat sie im Ring des Nibelungen als Brünnhilde an der Seite von Max Lorenz auf. 1953 wirkte sie an der Premiere von Jean-Philippe Rameaus Les Indes galantes an der Pariser Oper mit, 1956 an der Uraufführung von Henri Tomasis Sampiero Corso.
1960 gab Juyol ihre Karriere auf. Von ihren Plattenaufnahmen sind besonders eine Gesamtaufnahme von Carmen (bei Decca Records) und von Werther (bei Urania) zu nennen.